# هورهاوزن
هورهاوزن (به آلمانی: Horhausen) یک شهر در آلمان است که در راینلاند-فالتس واقع شده‌است.

## خصوصیات
هورهاوزن ۱٬۹۱۲ نفر جمعیت دارد.